# Johanna Muzet
Johanna Muzet est une joueuse française de basket-ball, née le 8 juillet 1997 à Vénissieux.

## Biographie
Elle remporte la médaille d'or en 3x3 aux Jeux mondiaux de plage de 2019.
Après une expérience NCAA aux Cougars de Washington State puis aux Rams du Rhode Island, elle s'engage en 2021 en LFB avec Charnay.